# Agabiformius manacori
Agabiformius manacori es una especie de crustáceo isópodo terrestre de la familia Porcellionidae.

## Distribución geográfica
Son endémicos de Mallorca (España).